# Lucienne Delyle
Lucienne Delyle (16. april 1917 i Paris – 10. april 1962) var en fransk sangerinde, der indspillede en række hits i sin 30-årige karriere.